# Lourisbrug
De Lourisbrug is een vaste stenen driebogige boogbrug met zandstenen blokken over de Herengracht in de Nederlandse stad Leiden. Over de brug loopt de Groenesteeg en aan weerskanten van de gracht loopt de Herengracht. 

## Geschiedenis
De brug werd in 1659 op deze locatie gebouwd in hetzelfde jaar als de Herenbrug, als 'gevolg' van de stadsuitbreiding. In 1951 onderging de brug een restauratie. Sinds 1968 is de brug als rijksmonument ingeschreven in het monumentenregister. In 1973 werd de huidige versie van de brug gebouwd.
In 1986 is de brug, in navolging van het werk van Christo aan de Pont Neuf, door de toenmalige bewoners van het (LSV Minerva) studentenhuis Herengracht 43 ingepakt.

### Naamsverwisseling
De oorspronkelijke naam van de brug is Groenesteegbrug of Groenebrug. De Lourisbrug werd gehanteerd voor een andere brug, in dezelfde straat gelegen maar dan een gracht westelijker, over de (inmiddels gedempte) Uiterstegracht. In 1916 werd door een fout van de gemeentearchivaris J.C. Overvoorde de verkeerde naam vastgesteld en dit is nooit gecorrigeerd.

## Foto's

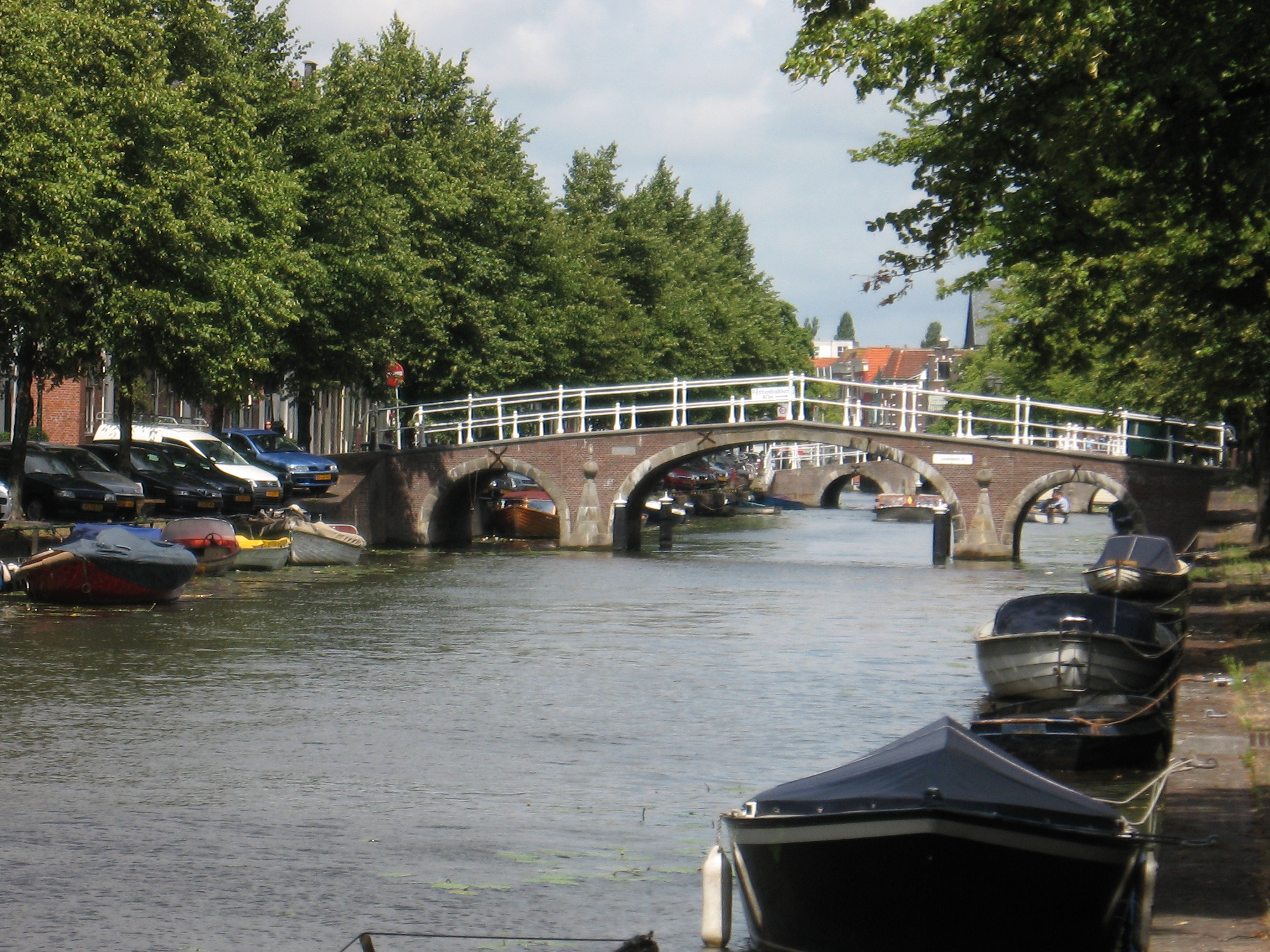
Lourisbrug vanaf de Herenbrug gezien
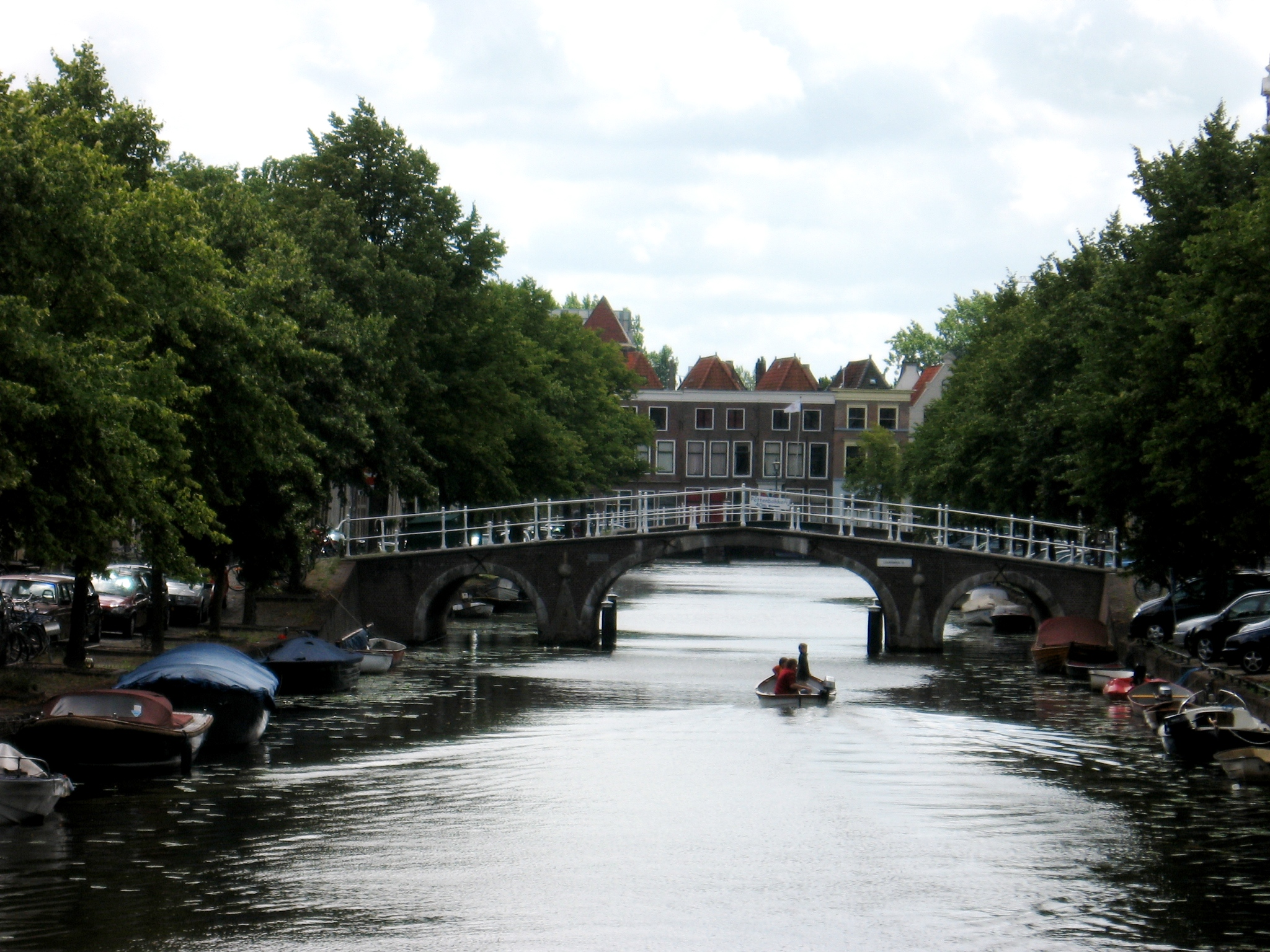
Lourisbrug met bootje in de zomer van 2009